# Португальська абетка
Португальська абетка складається з 23-х літер латиниці:
| A | B | C | D | E | F | G | H | I | J | K* | L | M | N | O | P | Q | R | S | T | U | V | W* | X | Y* | Z |
| a | b | c | d | e | f | g | h | i | j | k* | l | m | n | o | p | q | r | s | t | u | v | w* | x | y* | z |
| Примітка: 1. Літери K, W та Y включено до алфавіту 1 січня 2009 року, коли реформа 1990 року вступила в законну силу. При цьому вони також використовувалися до 1911 року. |   |   |   |   |   |   |   |   |   |    |   |   |   |   |   |   |   |   |   |   |   |    |   |    |   |

Додатково вживаються літери з діакритичними знаками: Á, Â, Ã, À, Ç, É, Ê, Í, Ó, Ô, Õ, Ú. Проте вони не вважаються окремими літерами в абетці та не мають власних розділів у словниках. Коли два слова відрізняються виключно наявністю чи відсутністю діакритики, слово без знаку йде першим в алфавітному порядку. Символ Ü з тремою вживали в бразильському варіанті до 31 грудня 2008 року. З моменту вступу реформи в силу трема з'являється тільки у власних назвах, запозиченнях та похідних від них.

## Абетка
| Літера | Порт. назва                           | Порт. назва                     | МФА                      |
| Літера | Пишеться                              | Читається                       | МФА                      |
| ------ | ------------------------------------- | ------------------------------- | ------------------------ |
| Aa     | a                                     | /a/                             | /a/, /ɐ/                 |
| Bb     | bê                                    | /be/                            | /b/                      |
| Cc     | cê                                    | /se/                            | /k/; /s/1                |
| Dd     | dê                                    | /de/                            | /d/ ~ [dʒ]2              |
| Ee     | e                                     | /ɛ/, /e/                        | /e/, /ɛ/, /i/,3 /ɨ/      |
| Ff     | éfe                                   | /ˈɛfi/ (BP), /ˈɛfɨ/ (EP)        | /f/                      |
| Gg     | gê (BP or EP) чи guê (EP only)        | /ʒe/, /ɡe/                      | /ɡ/; /ʒ/1                |
| Hh     | agá                                   | /aˈɡa/ (BP), /ɐˈɡa/ (EP)        | не вимовляється4         |
| Ii     | i                                     | /i/                             | /i/3                     |
| Jj     | jota                                  | /ˈʒɔtɐ/                         | /ʒ/                      |
| Kk     | cá (BP) чи capa (EP)                  | /ka/, /ˈkapɐ/                   | 5                        |
| Ll     | ele                                   | /ˈɛli/ (BP), /ˈɛlɨ/ (EP)        | /l/ ~ [u̯]6               |
| Mm     | éme                                   | /ˈẽmi/ (BP), /ˈɛmɨ/ (EP)        | /m/7                     |
| Nn     | éne                                   | /ˈẽni/ (BP), /ˈɛnɨ/ (EP)        | /n/7                     |
| Oo     | ó                                     | /ɔ/                             | /o/, /ɔ/, /u/3           |
| Pp     | pê                                    | /pe/                            | /p/                      |
| Qq     | quê                                   | /ke/                            | /k/                      |
| Rr     | erre (EP and BP) чи rê (mostly EP)    | /ˈɛʁi/ (BP), /ˈɛʁɨ/ (EP)        | /ɾ/, /ʁ/8                |
| Ss     | ésse                                  | /ˈɛsi/ (BP), /ˈɛsɨ/ (EP)        | /s/, /z/9; /ʃ/, /ʒ/      |
| Tt     | tê                                    | /te/                            | /t/ ~ [tʃ]2              |
| Uu     | u                                     | /u/                             | /u/3                     |
| Vv     | vê                                    | /ve/                            | /v/                      |
| Ww     | dáblio (BP) чи dâblio (EP) / duplo vê | /ˈdabliu/                       | 5                        |
| Xx     | xis (BP) чи chis (EP)                 | /ʃis/, /ʃiʃ/                    | /ʃ/, /ks/; /z/, /s/, /ʒ/ |
| Yy     | ípsilon чи i grego""                  | /ˈipsilõ/ (BP), /ˈipsɨlɔn/ (EP) | 5                        |
| Zz     | zê                                    | /ze/                            | /z/; /s/, /ʒ/, /ʃ/       |

## Приголосні
- Фонема, що тут позначається як /ʁ/, має різні діалектні варіанти вимови, серед яких головним є ясенний дрижачий приголосний [r] в Португалії та Африці та глухий язичковий фрикативний [χ] чи глухий гортанний фрикативний [h] у Бразилії.

- Відмінності між чотирма сибілянтами /s/, /z/, /ʃ/, /ʒ/ нейтралізуються в кінці складів. У цій позиції вони є альвеолярними на переважній території Бразилії: /s/ з'являється перед глухими приголосними чи в кінці вимови, а /z/ — перед дзвінкими: напр. isto /ˈistu/, mesmo /ˈmezmu/. На переважній території Португалії, в Ріо-де-Жанейро та деяких північно-східних штатах Бразилії сибілянти в кінці складів є постальвеолярними /ʃ/ (глухий заясенний фрикативний) та /ʒ/ (дзвінкий заясенний фрикативний) відповідно: isto /ˈiʃtu/, mesmo /ˈmeʒmu/.

- Традиційно літера x між голосними вимовляється як /ʃ/, але у запозиченнях з латини та грецької вона може позначати інші звуки: /ks/ (найчастіше), /z/ (у словах на ex- чи hex-, після яких іде голосна, та похідних) чи /s/ (у дуже незначній кількості слів, таких як trouxe та próximo). На початку слів та після приголосних вона завжди вимовляється як /ʃ/.

### Діакритичні знакитадиграфи
Португальська мова використовує шість діакритичних знаків, один із яких — седіль, що вживається з літерою c (ç) для позначення її звучання як /s/ перед голосними a, o, u через історичну палаталізацію. Ані діакритичні знаки, ані диграфи до алфавіту не входять.
| Графема | Вимова |
| ------- | ------ |
| ç       | /s/    |
| ch      | /ʃ/    |
| lh      | /ʎ/    |
| nh      | /ɲ/    |
| rr      | /ʁ/    |
| ss      | /s/    |
Диграфи lh та nh, що мають окситанське походження, позначають палатальні приголосні. Диграфи rr та ss трапляються виключно між голосними. Звукове значення rr залежить від діалекту.

### Німі літери
Як і в інших західноєвропейських мовах, літера u зазвичай не вимовляється в графемах gu та qu, після яких іде голосна:
- gu вимовляється як /ɡ/ перед e та i, інакше — /ɡu/;
- qu вимовляється як /k/ перед e та i, інакше — /ku/.

При цьому є слова, у яких u вимовляють. Ці винятки раніше позначали тремою (güe, güi, qüe, qüi), щоправда, лише у бразильському варіанті. Більшість із них є латинізмами: freqüência/frequência (частота), argüição/arguição (наведення доказів), qüinqüelíngüe/quinquelingue (п'ятимовний — за припущенням, португальське слово з найбільшою кількістю діакритичних знаків). У зв'язку з орфографічною реформою 1990 року трему виведено з ужитку, залишено лише в особистих іменах, запозиченнях і похідних від них.
Графеми sç та xs вимовляються як один звук /s/ у бразильському варіанті, у стандартному європейському — як /ʃs/ (часто спрощене до /ʃ/ у повсякденній мові). Пари sc та xc перед e та i у бразильській португальській мові також позначають звук /s/, у європейській — /ʃs/.

## Голосні
У наголошених складах розрізняються голосні /a, ɐ/, /e, ɛ/, /o, ɔ/. У ненаголошених, звуки кожної пари знаходяться у додатковому розподілі, тобто є алофонами. Наголошений /ɐ/ з'являється переважно перед носовими приголосними m, n, nh, за якими йде голосна, а наголошений /a/ в інших місцях.

### Діакритичні знаки
Вимова голосних з діакритикою є досить фіксованою, за винятком їхньої назалізації у деяких випадках, описаних нижче. В інших випадках назалізація позначається тильдою.
| Графема | Вимова    |
| ------- | --------- |
| á       | /a/       |
| â       | /ɐ/       |
| ã       | /ɐ̃/       |
| à       | /a/       |
| é       | /ɛ/       |
| ê       | /e/, /ɐi/ |
| í       | /i/       |
| ó       | /ɔ/       |
| ô       | /o/       |
| õ       | /õ/       |
| ú       | /u/       |

### Дифтонги
Вимова дифтонгів також є досить передбачуваною, але потрібно знати, як розрізняти дифтонги та голосні, що йдуть поспіль у зяяннях та належать до різних складів. Наприклад, у слові saio /ˈsai̯u/, літера i утворює дифтонг із попередньою голосною, а в saiu, /saˈiu̯/ чи /sɐˈiu̯/, вона його утворює з наступною. Як і в іспанській, зяяння може позначатися акутом, розрізняючи такі омоніми як, наприклад, saia /ˈsai̯ɐ/ та saía, /saˈiɐ/ чи /sɐˈiɐ/.
| Ротові  | Ротові         | Ротові  | Ротові   |
| Графема | Вимова         | Графема | Вимова   |
| ------- | -------------- | ------- | -------- |
| ai, ái  | /ai ~ ɐi/1     | au, áu  | /au/     |
| ei, êi  | /ei ~ e ~ ɐi/2 | eu, êu  | /eu/     |
| éi      | /ɛi ~ ɐi/2     | éu      | /ɛu/     |
| oi      | /oi/           | ou      | /ou ~ o/ |
| ói      | /ɔi/           | óu      | /ɔu/     |
| ui      | /ui/           | iu      | /iu/     |
| Носові  |                |         |          |
| Графема | Вимова         | Графема | Вимова   |
| ãe, ãi  | /ɐ̃ĩ/           | ão      | /ɐ̃ũ/     |
| õe      | /õĩ/           | -       | -        |

1 Коли передує голосній перед наголошеним складом, у центральній Португалії.
2 У центральній Португалії.

### Назалізація
Коли склад закінчується на m чи n, ця приголосна не вимовляється за звичайними правилами, а лише вказує на назалізацію попередньої голосної. У кінці слів це інколи перетворюється на носовий дифтонг.
| Монофтонги          | Монофтонги | Дифтонги    | Дифтонги  |
| Графема             | Вимова     | Графема     | Вимова    |
| ------------------- | ---------- | ----------- | --------- |
| -an, -am, -ân, -âm1 | /ɐ̃/        | -am2        | /ɐ̃ũ/      |
| -en, -em, -ên, -êm1 | /ẽ/        | -em, -ém2   | /ɐ̃ĩ ~ ẽĩ/ |
| -in, -im, -ín, -ím3 | /ĩ/        | -en-, -én-4 | /ɐ̃ĩ ~ ẽĩ/ |
| -on, -om, -ôn, -ôm3 | /õ/        | -êm2        | /ɐ̃ĩ ~ ẽĩ/ |
| -un, -um, -ún, -úm3 | /ũ/        |             |           |

1 наприкінці складу
2 наприкінці слова
3 наприкінці складу чи слова
4 перед кінцевою s, наприклад у словах bens та parabéns

Графема -en- також вимовляють як носовий дифтонг у кількох складних словах, таких як bendito (bem + dito), homenzinho (homem + zinho) та Benfica.